# Zavala (Ravno)
Pour les articles homonymes, voir Zavala.
Zavala (en serbe cyrillique : Завала) est un village de Bosnie-Herzégovine. Il est situé dans la municipalité de Ravno, dans le canton d'Herzégovine-Neretva et dans la fédération de Bosnie-et-Herzégovine. Selon les premiers résultats du recensement bosnien de 2013, il compte 188 habitants.

## Nature
Sur le territoire du village se trouve l'entrée de la grotte de Vjetrenica (« la grotte du vent »), célèbre pour ses richesses karstiques et spéléologiques ; elle figure sur la liste des réserves géologiques de Bosnie-Herzégovine et est proposée par le pays pour une inscription sur la liste du patrimoine mondial de l'UNESCO.

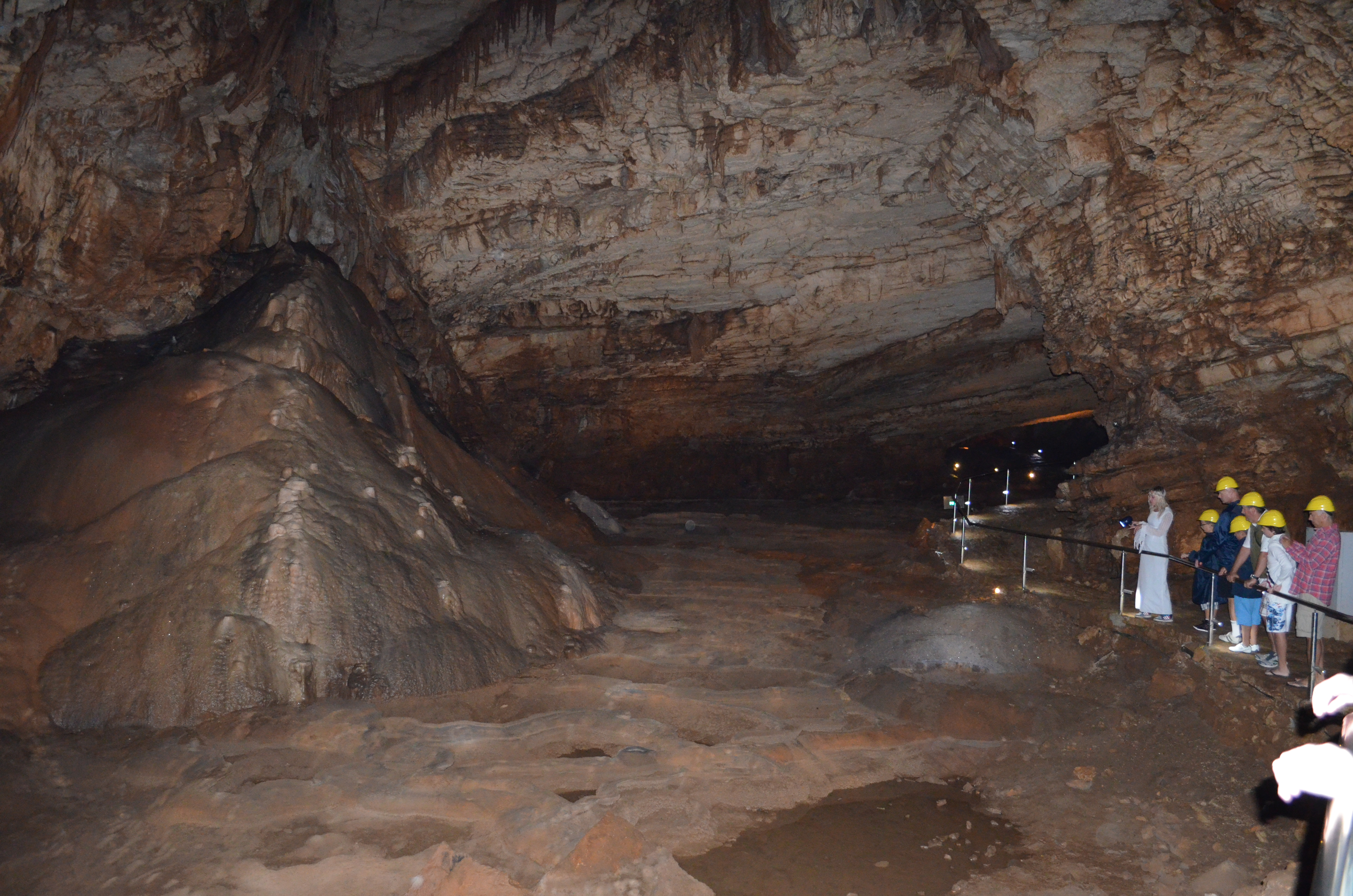
L'intérieur de la grotte de Vjetrenica

## Histoire
Le monastère de Zavala, un monastère orthodoxe serbe, a été fondé au XIIIe siècle ; avec son église de la Présentation-de-la-Mère-de-Dieu, qui remonte au début du XVIe siècle, il est inscrit sur la liste des monuments nationaux de Bosnie-Herzégovine.
Les ruines de l'église Saint-Pierre de Zavala, un édifice qui remonte au Moyen Âge, sont elle aussi inscrites.

## Démographie

### Évolution historique de la population dans la localité
| 1948 | 1953 | 1961 | 1971 | 1981 | 1991 | 2013 |
| ---- | ---- | ---- | ---- | ---- | ---- | ---- |
| -    | -    | 331  | 302  | 212  | 105  | 188  |

|  |

### Communauté locale
En 1991, la communauté locale de Zavala comptait 328 habitants, répartis de la manière suivante :